# Calamodes subscudularia
Calamodes subscudularia is een vlinder uit de familie spanners (Geometridae). De wetenschappelijke naam is voor het eerst geldig gepubliceerd in 1919 door Turati.
De soort komt voor in Europa.